# Sân bay quốc tế Frankfurt
Sân bay quốc tế Frankfurt (tiếng Anh: Frankfurt International Airport) (IATA: FRA, ICAO: EDDF), được gọi theo tiếng Đức là Rhein-Main-Flughafen, Flughafen Frankfurt am Main hay Frankfurt Airport là sân bay tại Frankfurt của Đức. Đây là một trong những sân bay lớn nhất thế giới và châu Âu. Năm 2007, sân bay này xếp thứ 8 trên thế giới với lượng khách phục vụ 54.161.856 khách, 61 triệu lượt khách năm 2015. Đây là trụ sở hoạt động chính của Lufthansa.

## Cấu trúc và chức năng
Sân bay Frankfurt có hai nhà ga (terminal) hành khách được nối bằng các hành lang people mover cũng như xe bus. Terminal 1 mở cửa 14/3/1972 được trang trí mày bạc ở bên trong và được chia ra ba concourses. Lufthansa và các thành viên của Star Alliance hiện đang sử dụng Terminal 1.

## Hãng hàng không và tuyến bay
107 hãng hàng không bay đến 275 điểm đến ở 111 quốc gia từ sân bay Frankfurt, với khoảng 1.365 chuyến bay mỗi ngày. Lufthansa và các đối tácr Star Alliance chiếm 77% lượng khách tại sân bay Frankfurt. 65% tất cả các chuyến bay quốc tế ở Đức tại sân bay Frankfurt, theo sau là sân bay Munich chiếm 17%.

Các quốc gia có chuyến bay thẳng với sân bay Frankfurt thời điểm tháng 12 năm 2014

| Hãng hàng không                                                   | Các điểm đến | Nhà ga     |
| ----------------------------------------------------------------- | --- | ---------- |
| Adria Airways                                                     | Ljubljana, Pristina, Tirana | 1A         |
| Aegean Airlines                                                   | Athens, Thessaloniki Mùa đông: Corfu, Heraklion, Rhodes | 1B         |
| Aer Lingus                                                        | Dublin | 2E         |
| Aeroflot                                                          | Moscow-Sheremetyevo | 2D         |
| Aeroflot vận hành bởi Rossiya                                     | Saint Petersburg | 2E         |
| Air Algérie                                                       | Algiers Mùa đông: Oran | 2E         |
| Air Armenia                                                       | Yerevan | 2E         |
| Air Astana                                                        | Astana | 2E         |
| airBaltic                                                         | Riga Mùa đông: Heringsdorf (bắt đầu từ ngày 9 Tháng 5 năm 2015) | 2E         |
| Air Canada                                                        | Calgary, -Trudeau, Toronto-Pearson Mùa đông: Ottawa | 1B         |
| Air China                                                         | Bắc Kinh-Thủ đô, Thành Đô, Thượng Hải-Phố Đông | 1B         |
| Air Europa                                                        | Madrid | 2E         |
| Air France                                                        | Paris-Charles de Gaulle | 2D         |
| Air India                                                         | Delhi | 1B         |
| Air Malta                                                         | Malta | 1C         |
| Air Moldova                                                       | Chişinău | 2D         |
| Air Namibia                                                       | Windhoek | 2E         |
| Air Serbia                                                        | Belgrade | 1C         |
| Air VIA                                                           | Mùa đông thuê chuyến: Burgas, Varna | 2D         |
| Alitalia                                                          | Rome-Fiumicino | 2D         |
| Alitalia vận hành bởi Alitalia CityLiner                          | Milan-Linate | 2D         |
| All Nippon Airways                                                | Tokyo-Haneda | 1B         |
| American Airlines                                                 | Dallas/Fort Worth, Miami (tiếp tục lại từ ngày 15 Tháng 5 năm 2015) | 2E         |
| Asiana Airlines                                                   | Seoul-Incheon | 1B         |
| Austrian Airlines                                                 | Vienna (bắt đầu từ ngày 1 tháng 4 năm 2015) | 1A         |
| Austrian Airlines vận hành bởi Tyrolean Airways                   | Vienna (kết thúc từ ngày 31 Tháng 3 năm 2015) | 1A         |
| Azerbaijan Airlines                                               | Baku | 2E         |
| Bamboo Airways                                                    | Hà Nội, Tp. Hồ Chí Minh | 2D         |
| Belavia                                                           | Minsk-National | 2D         |
| BMI Regional                                                      | Bristol, Jönköping, Karlstad | 1A         |
| British Airways                                                   | London-Heathrow | 2E         |
| British Airways vận hành bởi BA CityFlyer                         | London-City | 2E         |
| Bulgaria Air                                                      | Sofia | 1C         |
| Bulgarian Air Thuê chuyến                                         | Mùa đông thuê chuyến: Burgas, Varna | 2D         |
| Cathay Pacific                                                    | Hong Kong | 2E         |
| China Airlines                                                    | Taipei-Taoyuan | 2D         |
| China Eastern Airlines                                            | Shanghai-Pudong | 2D         |
| China Southern Airlines                                           | Trường Sa, Quảng Châu | 2D         |
| Condor                                                            | Agadir, Antalya, Barbados, Cancún, Cape Town, Djerba, Fuerteventura, Funchal, Gran Canaria, Havana, Holguín, Hurghada, Kilimanjaro, Lanzarote, Larnaca, Las Vegas, Mahé, Málaga, Malé, Mauritius, Mombasa, Montego Bay, Nairobi-Jomo Kenyatta, Palma de Mallorca, Panama City, Puerto Plata, Punta Cana, Recife, Sân bay quốc tế Rio de Janeiro-Galeão, Saint Lucia, Salvador da Bahia, San José de Costa Rica, San Juan, Santa Cruz de la Palma, Santo Domingo, Sharm el-Sheikh, Tenerife-South, Zanzibar Mùa đông: Anchorage, Antigua, Baltimore, Bangkok-Suvarnabhumi, Banjul, Burgas, Calgary, Chania, Corfu, Dalaman, Dubrovnik, Enfidha, Fairbanks, Fort Lauderdale, Fortaleza, Grenada, Halifax, Heraklion, Ibiza, Jerez de la Frontera, Kalamata, Kos, La Romana, Malta, Minneapolis/St. Paul, Mykonos, Phuket, Pointe-à-Pitre, Portland (OR) (bắt đầu từ ngày 19 Tháng 6 năm 2015), Preveza, Providence (bắt đầu từ ngày 18 Tháng 6 năm 2015), Rhodes, Rijeka, Santorini, Seattle/Tacoma, Split, Tivat, Tobago, Toronto, Vancouver, Varadero, Whitehorse, Windhoek Yangon | 1C         |
| Croatia Airlines                                                  | Dubrovnik, Split, Zagreb Mùa đông: Pula, Zadar | 1B         |
| Czech Airlines                                                    | Prague | 2D         |
| Delta Air Lines                                                   | Atlanta, Detroit, New York-JFK | 2D         |
| EgyptAir                                                          | Cairo | 1B         |
| El Al                                                             | Tel Aviv-Ben Gurion | 1C         |
| Emirates                                                          | Dubai-International | 2E         |
| Ethiopian Airlines                                                | Addis Ababa | 1B         |
| Etihad Airways                                                    | Abu Dhabi | 2E         |
| Finnair                                                           | Helsinki | 2E         |
| Georgian Airways                                                  | Tbilisi | 2D         |
| Germania                                                          | Marsa Alam Mùa đông: Palma de Mallorca (bắt đầu từ ngày 4 Tháng 5 năm 2015) | 2D         |
| Gulf Air                                                          | Bahrain | 2D         |
| Iberia Express                                                    | Madrid | 2E         |
| Icelandair                                                        | Reykjavík-Keflavík | 2E         |
| Iran Air                                                          | Tehran-Imam Khomeini | 1C         |
| Iraqi Airways                                                     | Baghdad, Erbil, Najaf | 2E         |
| Japan Airlines                                                    | sân bay quốc tế Tokyo-Narita | 2D         |
| KLM vận hành bởi KLM Cityhopper                                   | Amsterdam | 2D         |
| Korean Air                                                        | Seoul-Incheon | 2D         |
| Kuwait Airways                                                    | Geneva, Kuwait | 2D         |
| LAN Airlines                                                      | Madrid, Santiago de Chile | 1C         |
| LOT Polish Airlines                                               | Warsaw-Chopin | 1A         |
| Lufthansa                                                         | Aberdeen, Abu Dhabi (kết thúc từ ngày 29 Tháng 3 năm 2015), Abuja, Accra, Addis Ababa, Algiers, Almaty, Amman-Queen Alia, Amsterdam, Ankara, Antalya, Ashgabat, Astana, Athens, Atlanta, Bahrain, Baku, Bangalore, Bangkok-Suvarnabhumi, Barcelona, Bắc Kinh-Thủ đô, Beirut, Belgrade, Berlin-Tegel, Bilbao, Billund, Birmingham, Bodrum (bắt đầu từ ngày 16 Tháng 5 năm 2015), Bogotá, Bologna, Boston, Bremen, Brussels, Bucharest, Budapest, Buenos Aires-Ezeiza, Cairo, Caracas, Casablanca, Chennai, Chicago-O'Hare, Copenhagen, Dallas/Fort Worth, Dammam, Delhi, Denver, Detroit, Doha, Dresden, Dubai-International, Dublin, Düsseldorf, Edinburgh, Erbil, Faro, Gdańsk, Geneva, Gothenburg-Landvetter, Graz, Hamburg, Hanover, Helsinki, Hong Kong, Houston-Intercontinental, Istanbul-Ataturk, Jakarta-Soekarno Hatta, Jeddah, Johannesburg-OR Tambo, Katowice, Kiev-Boryspil, Kraków, Kuala Lumpur, Kuwait, Lagos, Larnaca, Leipzig/Halle, Linz, Lisbon, London-Heathrow, Los Angeles, Luanda, Lublin, Lyon, Madrid, Malabo, Málaga, Malta, Manchester, Marrakesh, Marseille, Thành phố México, Miami, Milan-Linate, Milan-Malpensa, Moscow-Domodedovo, Moscow-Vnukovo, Mumbai, Munich, Münster/Osnabrück, Muscat, Nagoya-Centrair, Nanjing, Naples, New York-JFK, Newark, Nice, Nizhniy Novgorod, Nuremberg, Orlando, Osaka-Kansai, Oslo-Gardermoen, Panama City (bắt đầu từ ngày 16 Tháng 11 năm 2015), Paris-Charles de Gaulle, Philadelphia, Port Harcourt, Porto, Poznań, Prague, Qingdao, Riga, Rio de Janeiro, Riyadh, Sân bay quốc tế Rome-Fiumicino, Saint Petersburg, Samara, San Francisco, São Paulo-Guarulhos, Seattle/Tacoma, Seoul-Incheon, Shanghai-Pudong, Shenyang, Singapore, Sofia, Stavanger, Stockholm-Arlanda, Stuttgart, Tallinn, Tampa (bắt đầu từ ngày 25 Tháng 9 năm 2015), Tehran-Imam Khomeini, Tel Aviv-Ben Gurion, Tokyo-Haneda, Tokyo-Narita, Sân bay quốc tế Toronto-Pearson, Toulouse, Tunis, Turin, Valencia, Vancouver, Venice-Marco Polo, Vienna, Vilnius, Warsaw-Chopin, Sân bay quốc tế Washington-Dulles, Wrocław, Zagreb, Zürich Mùa đông: Cancún (bắt đầu từ ngày 8 Tháng 12 năm 2015), Casablanca, Dubrovnik, Hévíz-Balaton, Malé (bắt đầu từ ngày 9 Tháng 12 năm 2015), Mauritius (bắt đầu từ ngày 10 Tháng 12 năm 2015), Montréal-Trudeau, Palma de Mallorca, Reykjavík-Keflavík (bắt đầu từ ngày 2 Tháng 5 năm 2015), Seville (bắt đầu từ ngày 29 Tháng 3 năm 2015), Split | 1A, 1B, 1C |
| Lufthansa vận hành bởi Austrian Airlines                          | Innsbruck (bắt đầu từ ngày 1 Tháng 4 năm 2015), Salzburg (bắt đầu từ ngày 1 Tháng 4 năm 2015) | 1A         |
| Lufthansa vận hành bởi PrivatAir                                  | Dammam, Pune | 1B         |
| Lufthansa vận hành bởi Tyrolean Airways                           | Innsbruck (kết thúc từ ngày 31 Tháng 3 năm 2015), Salzburg (kết thúc từ ngày 31 Tháng 3 năm 2015) | 1A         |
| Lufthansa Regional vận hành bởi Lufthansa CityLine                | Aalborg (bắt đầu từ ngày 30 Tháng 3 năm 2015), Amsterdam, Basel/Mulhouse, Belgrade, Billund, Bologna, Brussels, Bucharest, Bydgoszcz (bắt đầu từ ngày 29 Tháng 3 năm 2015), Florence, Friedrichshafen, Gdańsk, Graz, Katowice, Leipzig/Halle, Linz, London-City, Minsk-National, Poznań, Rzeszów Mùa đông: Bastia, Cagliari (bắt đầu từ ngày 2 Tháng 5 năm 2015), Olbia, Palermo, Sylt, Turin, Verona, Wrocław | 1A, 1B     |
| Luxair                                                            | Luxembourg | 1A         |
| Malaysia Airlines                                                 | Kuala Lumpur | 2D         |
| MIAT Mongolian Airlines                                           | Mùa đông: Ulaanbaatar | 2D         |
| Middle East Airlines                                              | Beirut | 1B         |
| Montenegro Airlines                                               | Podgorica | 2D         |
| Nouvelair                                                         | Thuê chuyến: Enfidha | 2E         |
| Oman Air                                                          | Muscat | 2E         |
| Onur Air                                                          | Istanbul-Ataturk | 2E         |
| Pegasus Airlines                                                  | Istanbul-Sabiha Gökçen | 2E         |
| Qatar Airways                                                     | Doha | 1B         |
| Royal Air Maroc                                                   | Casablanca, Nador | 2D         |
| Royal Jordanian                                                   | Amman-Queen Alia | 2E         |
| S7 Airlines                                                       | Novosibirsk Mùa đông: Moscow-Domodedovo | 2E         |
| SATA International                                                | Ponta Delgada | 2E         |
| Saudia                                                            | Jeddah, Riyadh Mùa đông: Medina | 2D         |
| Scandinavian Airlines                                             | Copenhagen, Oslo-Gardermoen, Sân bay quốc tế Stockholm-Arlanda | 1A         |
| Singapore Airlines                                                | sân bay quốc tế New York-JFK, Singapore | 1C         |
| Somon Air                                                         | Dushanbe | 2E         |
| South African Airways                                             | Johannesburg-OR Tambo | 1B         |
| SriLankan Airlines                                                | Colombo | 2E         |
| SunExpress                                                        | Antalya, İzmir | 2D         |
| SunExpress Deutschland                                            | Ankara, Antalya, Gazipaşa, Hurghada, İzmir, Marsa Alam Mùa đông: Thessaloniki, Varna (bắt đầu từ ngày 7 Tháng 5 năm 2015) | 2D         |
| Swiss International Air Lines                                     | Zürich | 1A         |
| Swiss International Air Lines vận hành bởi Swiss Global Air Lines | Zürich | 1A         |
| TAM Airlines                                                      | São Paulo-Guarulhos | 1C         |
| TAP Portugal                                                      | Lisbon | 1A         |
| TAROM                                                             | Bucharest | 2D         |
| Thai Airways                                                      | Bangkok-Suvarnabhumi | 1C         |
| TUIfly                                                            | Boa Vista, Fuerteventura, Gran Canaria, Hurghada, Lanzarote, Marsa Alam, Sal, Tenerife-South Mùa đông: Antalya, Corfu, Dalaman, Faro, Funchal, Heraklion, Ibiza, Jerez de la Frontera, Kos, Minorca, Palma de Mallorca, Patras/Araxos, Rhodes, Zadar (bắt đầu từ ngày 14 Tháng 5 năm 2015) | 2D         |
| Tunisair                                                          | Djerba, Enfidha, Tunis | 1C         |
| Turkish Airlines                                                  | Ankara, Istanbul-Ataturk, Istanbul-Sabiha Gökçen Mùa đông: Adana, Kayseri, Izmir | 1B         |
| Turkmenistan Airlines                                             | Ashgabat | 2D         |
| Ukraine International Airlines                                    | Kiev-Boryspil | 2D         |
| United Airlines                                                   | Chicago-O’Hare, Houston-Intercontinental, Newark, San Francisco, Washington-Dulles | 1B         |
| Uzbekistan Airways                                                | Tashkent Mùa đông: Urgench | 2D         |
| Vietnam Airlines                                                  | Hà Nội, Tp. Hồ Chí Minh | 2D         |
| Vueling                                                           | Barcelona | 2E         |
| Yemenia                                                           | Sana'a | 2E         |

### Hàng hóa
| Hãng hàng không                           | Các điểm đến |
| ----------------------------------------- | --- |
| AeroLogic                                 | Ashgabat, Hong Kong |
| Air Algérie Cargo                         | Algiers |
| Air China Cargo                           | Bắc Kinh-Thủ đô, Shanghai-Pudong |
| Air France Cargo                          | Paris-Charles de Gaulle |
| AirBridgeCargo Airlines                   | Moscow-Domodedovo, Moscow-Sheremetyevo, Yekaterinburg |
| Asiana Cargo                              | Gothenburg-Landvetter, Moscow-Domodedovo, Seoul-Incheon, Vienna |
| Atlas Air                                 | Hahn, Houston-Intercontinental, Miami |
| CAL Cargo Air Lines                       | Liege, Tel Aviv-Ben Gurion |
| Cargo Garuda Indonesia                    | Jakarta-Soekarno-Hatta |
| Cathay Pacific Cargo                      | Amsterdam, Chennai, Dubai-International, Hong Kong, Manchester, Mumbai, Paris-Charles de Gaulle |
| China Airlines                            | Abu Dhabi, Prague, Taipei-Taoyuan |
| China Cargo Airlines                      | Shanghai-Pudong |
| China Southern Airlines                   | Quảng Châu, Shanghai-Pudong |
| DHL Aviation vận hành bởi Air Contractors | Leipzig/Halle |
| DHL Aviation vận hành bởi EAT Leipzig     | Leipzig/Halle, London-Heathrow |
| Emirates SkyCargo                         | Campinas-Viracopos, Dakar, Dubai-Al Maktoum, Thành phố México, Tripoli |
| Etihad Cargo                              | Abu Dhabi |
| EVA Air Cargo                             | Brussels, Delhi, Taipei-Taoyuan |
| FedEx Express                             | Cologne/Bonn, Memphis |
| FedEx Feeder vận hành bởi Air Contractors | Paris-Charles de Gaulle |
| Iran Air Cargo                            | Tehran-Mehrabad |
| Korean Air Cargo                          | Brussels, Moscow-Sheremetyevo, Navoi, Seoul-Incheon, Stockholm-Arlanda, Tel Aviv-Ben Gurion |
| LAN Cargo                                 | Amsterdam, Buenos Aires-Ezeiza, Campinas-Viracopos, Lima, Santiago de Chile |
| Lufthansa Cargo                           | Aguadilla, Almaty, Amsterdam, Atlanta, Bahrain, Bangalore, Bangkok-Suvarnabhumi, Beijing-Capital, Bogotá, Boston, Buenos Aires, Campinas, Chennai, Chicago-O'Hare, Trùng Khánh, Cologne/Bonn, Curitiba, Dakar, Dallas/Fort Worth, Delhi, Detroit, Dhaka, Quảng Châu, Hong Kong, Hyderabad, Istanbul-Ataturk, Jakarta-Soekarno Hatta, Jeddah, Johannesburg, Kaunas, Krasnoyarsk, Los Angeles, Manaus, Manchester, Thành phố México, Moscow-Sheremetyevo, Mumbai, Nairobi, New York-JFK, Osaka-Kansai, Quito, Rio de Janeiro-Galeão, Riyadh, Seoul-Incheon, Thượng Hải-Pudong, Shannon, Sharjah, Thẩm Dương, Thâm Quyến, Tel Aviv-Ben Gurion, Tokyo-Narita, Toronto-Pearson, Tucumán |
| Lufthansa Cargo vận hành bởi AeroLogic    | Atlanta, Chicago-O'Hare, Houston-Intercontinental\|Houston, Los Angeles, Toronto-Pearson |
| MASkargo                                  | Amsterdam, Colombo, Dubai-Al Maktoum, Kuala Lumpur, Tashkent |
| Maximus Air Cargo                         | Sharjah |
| MyCargo Airlines                          | Istanbul-Sabiha Gökçen |
| National Airlines                         | Doha, Hong Kong, Karaganda, Kuwait, Quetta |
| Nightexpress                              | Coventry |
| Qatar Airways Cargo                       | Doha |
| Saudia Cargo                              | Dammam, Riyadh |
| Singapore Airlines Cargo                  | Bangalore, Sharjah, Singapore |
| Southern Air                              | Anchorage |
| Thai Airways                              | Bangkok-Suvarnabhumi, Delhi, Hyderabad |
| TNT Airways                               | Dubai-International, Liege |
| Turkish Airlines Cargo                    | Istanbul-Ataturk, Lagos |
| Uzbekistan Airways                        | Baku, Tashkent |

## Sản lượng hành khách
| Năm  | Hành khách | % Thay đổi |
| ---- | ---------- | ---------- |
| 2000 | 49,360,620 | Giữ nguyên |
| 2001 | 48,559,980 | -1.6%      |
| 2002 | 48,450,356 | -0.2%      |
| 2003 | 48,351,664 | -0.2%      |
| 2004 | 51,098,271 | 5.6%       |
| 2005 | 52,219,412 | 2.2%       |
| 2006 | 52,810,683 | 1.1%       |
| 2007 | 54,161,856 | 2.5%       |
| 2008 | 53,467,450 | -1.3%      |
| 2009 | 50,932,840 | -4.3%      |
| 2010 | 53,009,221 | 4%         |
| 2011 | 56,436,255 | 6.4%       |
| 2012 | 57,520,001 | 2%         |
| 2013 | 58,036,948 | 1%         |
| 2014 | 59,570,000 | 2.6%       |
| 2015 | 61,032,022 | 2.4%       |
| 2016 | 60,792,308 | -0.4%      |
| 2017 | 64,500,386 | 6.1%       |
| 2018 | 69,514,414 | 7.8%       |
| 2019 | 70,560,987 | 1.5%       |
| 2020 | 18,768,601 | -73.4%     |